# トースター

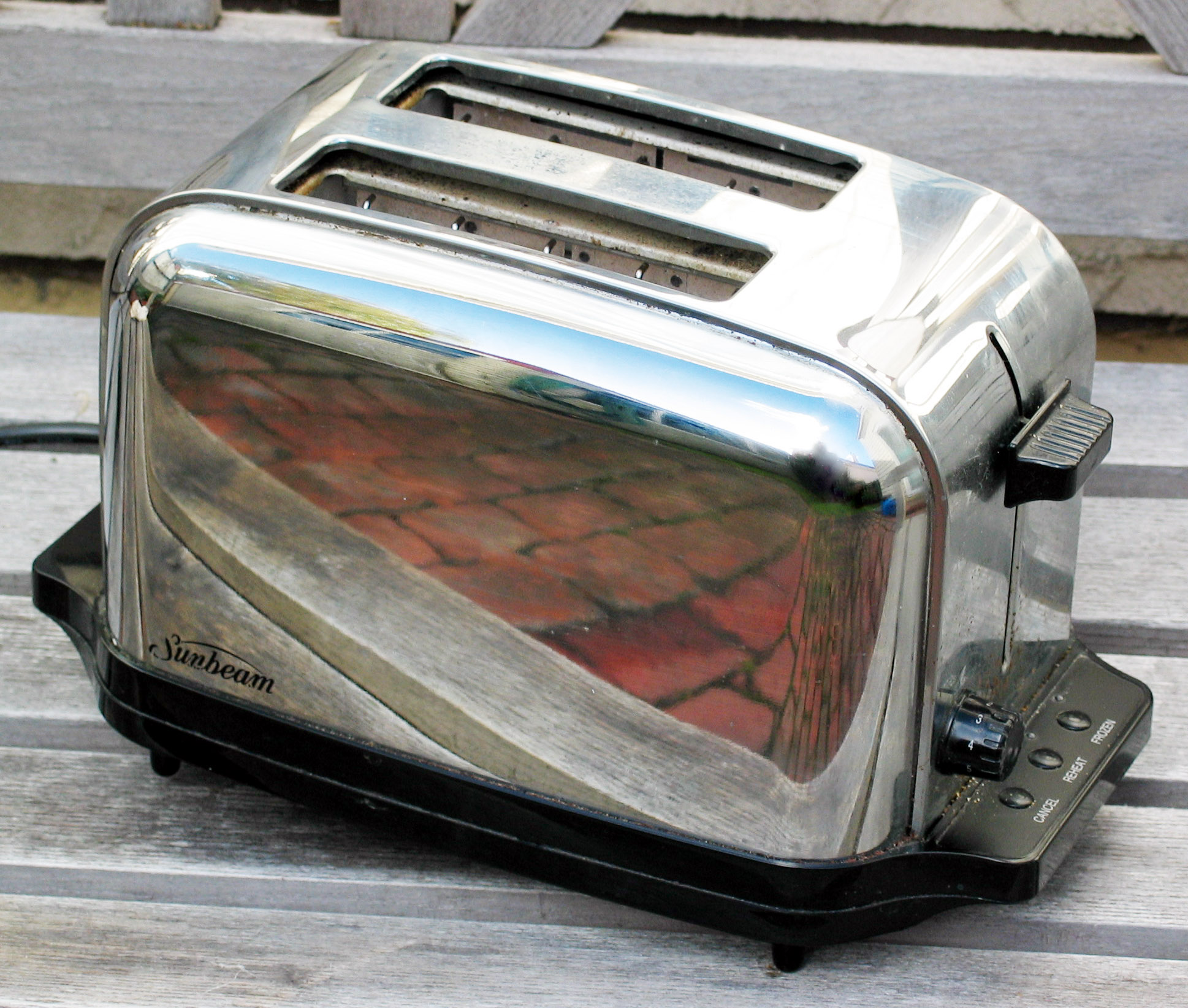
ポップアップ式トースター

トースター（英語: Toaster）は、パンを焼くために用いられる熱源付きの調理用器具。

## 概要
小型の調理用電気製品で、スライスした食パンを焼いてトーストにするために使用される。内部熱源に電力を用いるため電気トースター（electric toaster）ともいう。主として台所、食堂で使われ、一般的には1～2枚の食パンを短時間で焼くことができる。
通常、商用電源で使用され本体内部のニクロム線ヒーターを熱源とし、消費電力は概ね600Wから1200Wと家庭電化製品の中では高い部類に入る。家庭用の電気トースターはポップアップ型とオーブン型に分類され、後者は特に「オーブントースター」と呼ばれる。いずれも甲種電気用品である。
「トースター」という言葉は、英語の "Toaster" のカタカナ書きで「トーストするもの」の意味。Toasterの語源であるToast（トースト）は、"火であぶってキツネ色にしたパンやチーズ。またそのようにあぶって温めること"の意味である。
主に業務用に用いられるトースターとして、複数枚のパンを連続して均一な焼け具合のトーストに加工できるようにしたコンベアトースターがある。主に、ホテルの朝食などで利用される。

## 歴史
電気トースターが現れる以前、トーストは焼き網に挟んで暖炉の火などでローストして調理されていた。1905年にアルベルト・マーシュがローストの熱に長時間耐えられるフィラメントとして利用できるニクロム線を発見し、20世紀初頭に多くの電気トースターが普及する素地となった。
電気トースターの発明者は、トーマス・エジソンである。エジソンは電球の発明者として解される事がある（本当の発明者はジョゼフ・スワン、エジソンはそれを改良したに過ぎない）が、実際には発電から家庭への送電・配電事業化に成功したことが、最も大きな功績である。電球の普及が最大の目的であるが、それだけでは電気事業の立ち上げには不十分であり、それ以外にも電気の使い道の提案が必要であり、トースターはそのひとつであったとされる。
スプリングとタイマーの付いたポップアップ型の電気トースターは、1921年にアメリカのチャールズ・ストライトが発明し、特許を取得した。

## 種類

### ポップアップ型
ポップアップ型のトースターは「ポップアップトースター」とも呼ばれる。
縦置き式の箱型でスライスした食パンが収まる幅と深さの溝があり、そこに食パンを挿し電源スイッチを兼ねたレバーを押し下げると、食パンは1-3分で焼け自動的に迫り上がってくる。熱源（発熱体）に調理物を平行に挟み込みながら表面に焼き目をつけ加熱調理する。オーブン型に比して熱源が非常に近いという利点があり、焼き上がりが速くてパンに含まれる水分も逃がしにくい特長がある。1枚だけ焼けるもの、2枚焼けるもの、4枚焼けるものなどがある。
食パンを入れずに通電すると内部の発熱体を傷めるため、複数の食パンを焼ける製品は枚数に応じた切り替えスイッチを備えており、入れる食パンの枚数に応じて切りかえる必要がある。
バイメタル式と電子タイマー式がある。バイメタル式の場合、ポップアップする仕組み（焼きあがり判定）にバイメタルを用いている関係から、細かな焼き具合調整はできない。バイメタルが一定の熱量を受けた時点で焼きあがりと判定される。構造上、薄切りパンよりも厚切りパンが熱源に近くなり焼け易い。厚切りパンを焼く場合、焼き過ぎを防ぐために場合によってはポップアップを待たずに手でレバーを引き上げる必要がある。
分解清掃できる製品が少ないことと油分が発火することに繋がるため、バターやマーガリンなどのスプレッドを塗った食パンやチーズなどを載せた食パンを焼くことは避けるべきである。同様に、シナモントーストやガーリックトーストなどの調理にも向かない。また、超厚切りのパン（2-5枚切り）を調理するようには作られていない。
歴史が古く、世界的には非常に一般的な調理家電であるが、日本においてはオーブントースターの普及に伴い1980年代には生産が中止され、一時は市場から完全に姿を消した。2000年代以降はアジア諸国で生産された製品が安価に輸入されるようになったが、地域や世代によっては、このタイプのトースターにあまり馴染みのない人もいる。

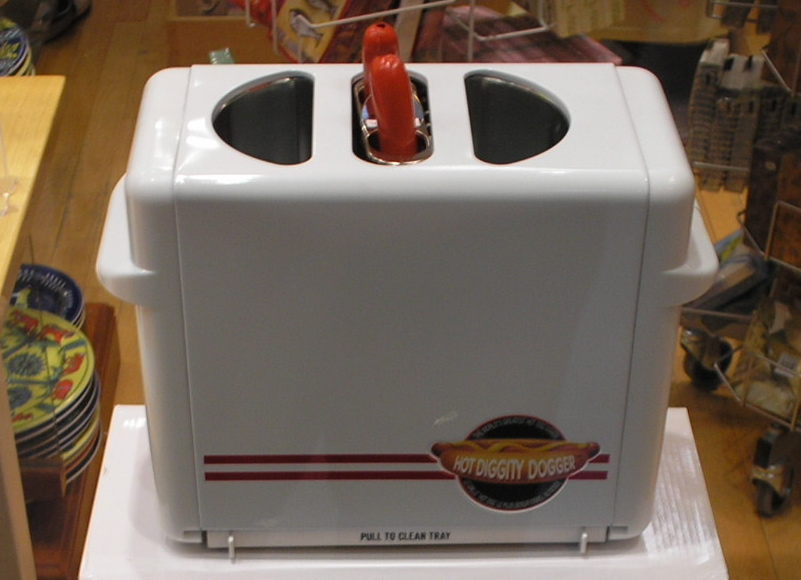
ホットドッグ専用のトースター。中央の丸穴にソーセージが入っている。左右の半月穴には縦切りにしたホットドッグバンを入れる。

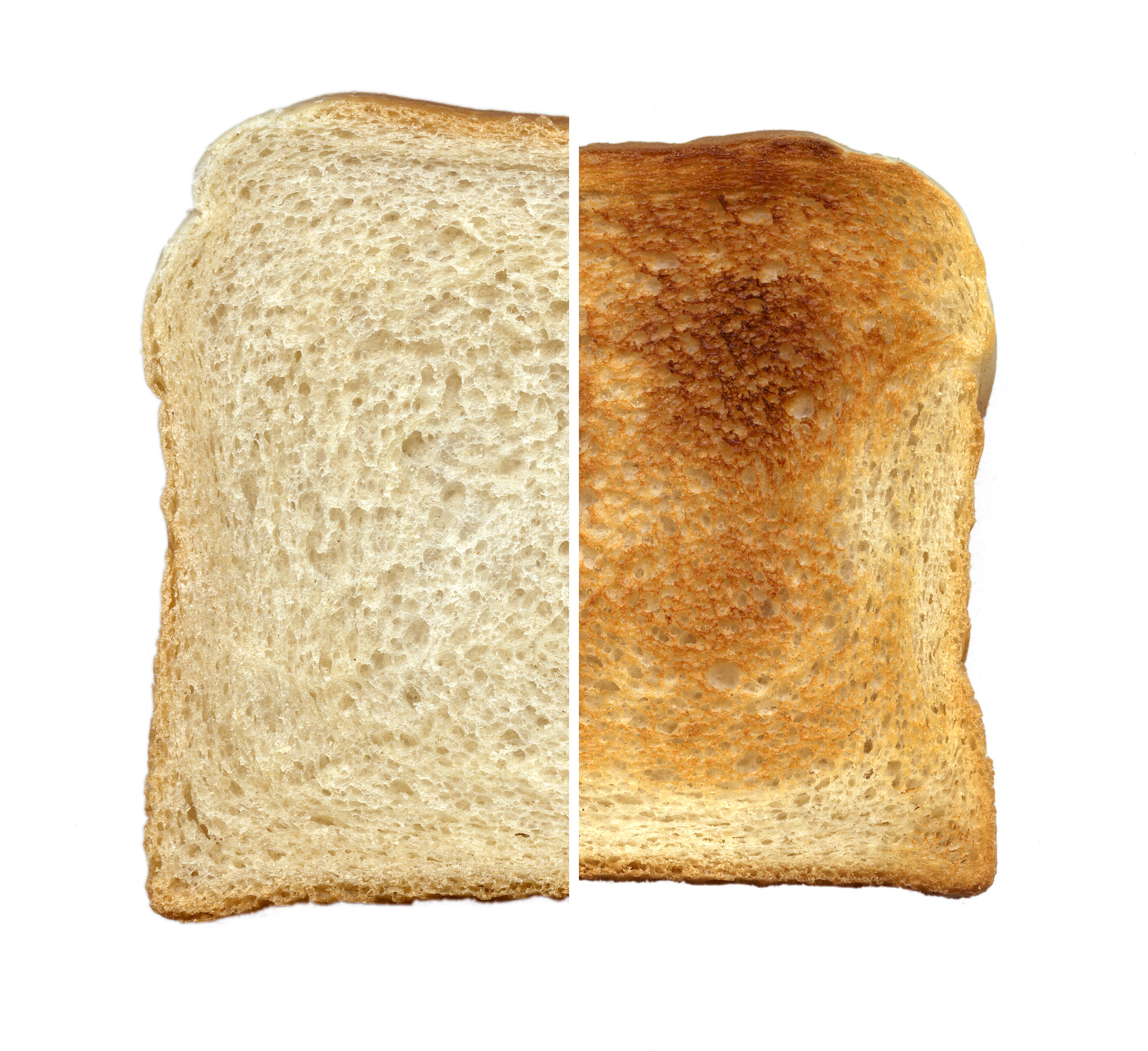
一切れのパン。トースト（右側）

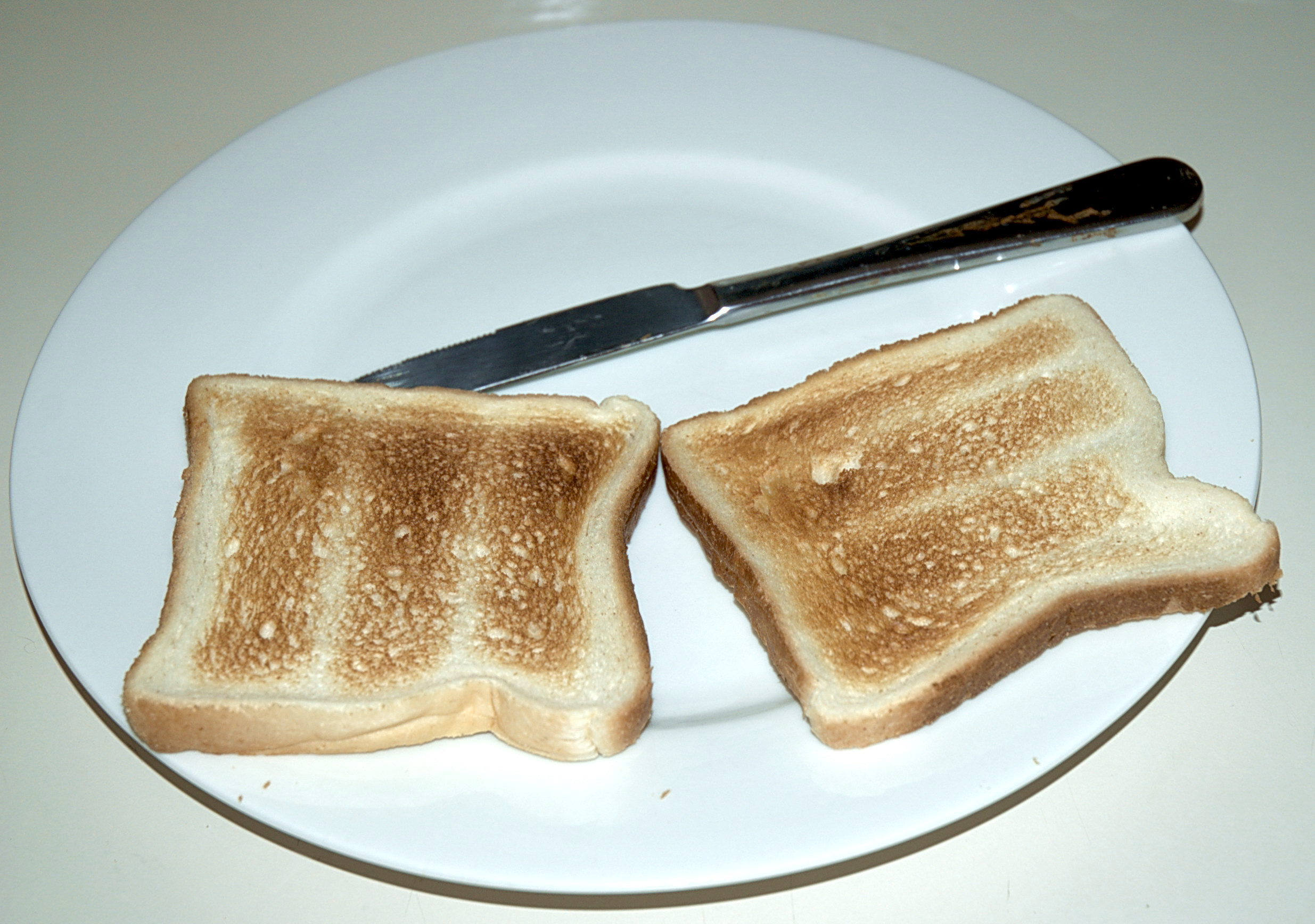
トースターで焼いた食パン。トースト。

なお、構造的にはポップアップ式と同じであるが、電子タイマーが付いており焼き上がりとともに電源が切れて音で知らせる機能のみが付加されている手動式のトースターもあり、焼きあがったトーストはレバーで引き上げる。ポップアップ（自動的に排出）されないため余熱で保温することが可能となっている。

### オーブン型
トースターのうちオーブン型のもの。オーブントースターは庫内が広く、オーブンほどの多様性はないものの、トースト以外にいろいろな調理に応用できるようになっている。

## トースターを扱った作品
- 小説
  - トマス・M・ディッシュ『いさましいちびのトースター』
- 玩具
  - e-kara - 専用フラッシュメモリカートリッジ、ウェブメディアに楽曲データを書き込む機器の名称がウェブトースター。ROMライターがROMを「焼く」ことに関連してデザインされたものと思われる。
- ソフトウェア
  - アフターダーク(en:After Dark (software)) - 羽の生えたトースターのモジュールで知られるスクリーンセーバー。ジェファーソン・エアプレインのアルバム『サーティ・セカンズ・オーヴァー・ウィンターランド』(Thirty Seconds Over Winterland) のジャケットが元になっているとされる。
- ドラマ
  - 宇宙空母ギャラクティカ/バトルスター・ギャラクティカ - 敵であるサイロンのロボット兵がクロムメッキのトースターの様であることから、俗称として用いられる。
  - 古畑任三郎 - 第23話「ニューヨークでの出来事」において、ポップアップ式トースターで「鯛焼き」を焼いた犯行を、容疑者は叙述的トリックを用いて「今川焼」だと誤認させていた。